# Tüpfelbrustspecht
Der Tüpfelbrustspecht (Colaptes punctigula) ist eine Vogelart aus der Familie der Spechte (Picidae). Dieser kleine Specht besiedelt große Teile des nördlichen Südamerikas. Die Art bewohnt ein weites Spektrum eher offener und halboffener baumbestandener Habitate von Regenwald, laubabwerfendem Wald und Galeriewald über Sekundärwald, Mangrove, Buschland und Lichtungen bis hin zu Kaffeeplantagen und anderen Plantagen mit einem ausreichenden Baumbestand. Die sowohl in der unteren und mittleren Baumschicht als auch auf dem Boden gesuchte Nahrung besteht in erster Linie aus Ameisen und deren Larven und Puppen.
Die Art gilt als recht häufig. Der Weltbestand ist vermutlich abnehmend, der Tüpfelbrustspecht wird von der IUCN aufgrund der Größe des Verbreitungsgebietes und des immer noch großen Bestandes aber noch als  (=least concern – nicht gefährdet) eingestuft.

## Beschreibung
Tüpfelbrustspechte sind kleine Spechte. Der Schnabel ist kurz, punktförmig zugespitzt, am First nach unten gebogen und an der Basis schmal. Die Körperlänge beträgt etwa 18–21 cm, das Gewicht 50–79 g. Diese Spechte sind damit etwa so groß und schwer wie ein Mittelspecht. Die Art zeigt hinsichtlich der Färbung einen geringfügigen Geschlechtsdimorphismus.
Bei Männchen der Nominatform C. p. punctigula ist fast die gesamte Oberseite einschließlich Nacken, Schulterfedern, Oberflügeldecken und Schirmfedern auf bronzegrünem Grund bräunlich schwarz gebändert. Der Bürzel hat eine hellere Grundfarbe ist weniger gebändert. Die Schwingen sind braun mit deutlicher heller Bänderung, die Federkiele sind gelb und bilden bei angelegtem Flügel oft ein helles Feld. Die oberseits braunen Steuerfedern zeigen mindestens auf den äußeren Federn grüne bis gelbe Binden.
Die Halsseiten und die Unterseite des Rumpfes sind stumpf gelboliv, zum Schwanz hin wird die Färbung heller. Die Brust und weniger ausgeprägt die Flanken sind auf diesem Grund fein schwarz gefleckt. Die Unterschwanzdecken sind gelblich mit ebenfalls schwarzer Fleckung. Die Unterflügel sind blass gelblich. Der Unterschwanz ist gelbbraun mit einer braunen Bänderung.
Stirn und vorderer Oberkopf sind schwarz, hinterer Oberkopf und Hinterkopf rot. In Ausnahmefällen erstreckt sich die Rotfärbung auch nach vorn entlang der Oberkopfseiten oder sogar über den gesamten Oberkopf. Die Zügelregion, der Bereich um die Augen und die Ohrdecken sind weiß. Der Bartstreif ist rot mit schwarzen Federbasen, Kinn und Kehle sind schwarz mit weißer Fleckung.
Der Schnabel ist schwärzlich. Beine und Zehen sind grünlich grau mit einem gelben Ton. Die Iris ist rötlich braun.
Beim Weibchen sind hinterer Oberkopf und Hinterkopf ebenfalls rot, der Bartstreif ist jedoch schwarz.

## Lautäußerungen
Bekanntester Ruf ist ein bei der Balz oder bei Begegnungen mit revierfremden Artgenossen geäußertes, pfeifendes, gereihtes „whew“. Bei solchen Begegnungen werden in Verbindung mit optischen Signalen außerdem Serien von „ta-wick“- oder „wick-a“-Rufen geäußert. Der Alarmruf ist eine lockere Serie von „peek“-Lauten. Ob die Art trommelt, ist offenbar nicht bekannt.

## Verbreitung und Lebensraum
Dieser Specht besiedelt große Teile des nördlichen Südamerikas. Das Areal reicht im Westen von Panama und dem Nordwesten Kolumbiens über den Osten Perus bis in den Norden Boliviens, nach Osten über Venezuela, Guyana, Suriname, Französisch-Guayana und das Amazonasbecken Brasiliens bis in die Bundesstaaten Pará und Mato Grosso im Südosten. Die Größe des Gesamtverbreitungsgebietes wird auf 3,37 Mio. km² geschätzt.
Die Art bewohnt ein weites Spektrum eher offener und halboffener baumbestandener Habitate von Regenwald, laubabwerfendem Wald und Galeriewald über Sekundärwald, Mangrove, Buschland und Lichtungen bis hin zu Kaffeeplantagen und anderen Plantagen mit einem ausreichenden Baumbestand. Tüpfelbrustspechte bewohnen überwiegend feuchte Niederungen, in Venezuela kommen sie bis in 600 m Höhe, in Kolumbien bis in 1500 m Höhe vor.

## Systematik
Winkler et al. erkennen sechs Unterarten an:
- Colaptes p. punctigula (Boddaert, 1783) – Guyana, Suriname und Französisch-Guayana. Die Nominatform ist oben beschrieben.
- Colaptes p. striatigularis (Chapman, 1914) – Panama und westliches zentrales Kolumbien. Kehle sehr weiß mit wenigen schwarzen Stricheln, Fleckung der Unterseite recht ausgeprägt, kräftiger Rotton auf Brust und Bürzel.
- Colaptes p. ujhelyii (Madarász, 1912) – Norden Kolumbiens. Sehr farbenfroh, Brust mit Rot oder Orange, Bänderung der Oberseite stark reduziert oder fehlend, Kehle wie bei voriger Unterart sehr weiß mit wenigen schwarzen Stricheln. Der Oberkopf des Männchens kann vollständig rot sein.
- Colaptes p. zuliae (Cory, 1915) – Nordwesten Venezuelas. Sehr kleine Unterart. Oberseite eher düster, relativ wenig Schwarz an der Kehle, Brustfleckung spärlich.
- Colaptes p. punctipectus (Cabanis & Heine, 1863) – Venezuela mit Ausnahme des Nordwestens. Oberseite grün ohne Bronzeton, Unterseite düster mit wenig zahlreichen und kleinen schwarzen Flecken, Kehle überwiegend schwarz mit großen weißen Flecken.
- Colaptes p. guttatus (Spix, 1824) – Amazonasbecken. Brust insgesamt stark oliv und relativ spärliche schwarze Fleckung der Unterseite, Bürzelfärbung weniger stark zu übriger Oberseitenfärbung kontrastierend, Kehle schwarz mit großen weißen Flecken.

## Lebensweise
Tüpfelbrustspechte werden meist paarweise oder in Familiengruppen beobachtet. Die sowohl in der unteren und mittleren Baumschicht als auch auf dem Boden gesuchte Nahrung besteht in erster Linie aus Ameisen und deren Larven und Puppen. Nahrungsobjekte erlangen sie auf Bäumen vor allem durch Stochern und Ablesen, gelegentlich auch durch leichtes Hacken. Auf dem Boden stochern Tüpfelbrustspechte im Boden und werfen mit dem Schnabel Laub und Zweige zur Seite.
In Kolumbien erfolgt die Fortpflanzung wohl von Oktober bis Mai, in Guyana, Suriname und Französisch-Guayana von Juni bis August, im Amazonasbecken von April bis Oktober und in Peru von Februar bis September. Die Bruthöhlen werden von beiden Partnern in lebenden oder toten Bäumen, aber auch in Zaunpfählen angelegt. Weitere Angaben zur Brutbiologie gibt es bisher nicht.

## Bestand und Gefährdung
Schätzungen zur Größe des Weltbestandes liegen bisher nicht vor. Der Weltbestand ist vermutlich abnehmend, der Tüpfelbrustspecht wird von der IUCN aufgrund der Größe des Verbreitungsgebietes und des immer noch großen Bestandes aber noch als ungefährdet („least concern“) eingestuft.